# Dansk Film Revy 1936/B
|  | Denne artikel er oprettet af botten Steenthbot ud fra en ekstern database. Den kan derfor have sproglige fejl eller mangler. Denne skabelon kan fjernes efter kontrol af indholdet. |

Dansk Film Revy 1936/B er en dansk dokumentarfilm fra 1936.

## Handling
Blandt andet historier om Ragnhild Hveger, Mette Gregaards forberedelser til Olympiaden (udspring), og om en religiøs sekt på Hegnstrupgaard ved Roskilde.